# Чачич, Анте
Анте Чачич (хорв. Ante Čačić; род. 29 сентября 1953, Загреб) — хорватский тренер. С 2015 по 2017 год являлся главным тренером национальной сборной Хорватии.

## Карьера тренера
На профессиональном уровне в футбол не играл. Получил образование на факультете физической культуры Загребского университета.
Тренерскую карьеру с футбольными командами начал в 1986 году. Работал с командами «Пригорье», «ТПК» и «Задар». С последней командой участвовал в первом розыгрыше чемпионата Хорватии в 1992 году.
В том же 1992 году возглавил второлиговую загребскую «Дубраву», которая под его руководством завоевала право выступлений в Первой лиге в сезоне 1993/94. Однако сам тренер тот сезон начал во главе другой команды элитной футбольной лиги страныː «Интер» (Запрешич). В течение 1990-х успел поработать со множеством клубов из Первой лигиː «Осиек», «Задаром», «Славен Белупо» и «Кроация» (Сесвете). В течение 1994—1998 годов совмещал клубную работу с работой помощника главного тренера молодёжной сборной Хорватии. В начале 2000-х снова работал с «Интером» (Запрешич) и вернул его в высший дивизион.
В 2004 году принял предложение от соотечественника Илии Лончаревича войти в возглавляемый тем тренерский штаб национальной сборной Ливии. Во время пребывания в Африке параллельно с национальной командой работал с молодёжной сборной Ливии, которая под его руководством стала бронзовым призёром Средиземноморских игр 2005 года.
В июне 2006 году вернулся на родину, где стал главным тренером клуба «Камен Инград», а через год в третий раз на несколько месяцев стал главным тренером «Интера».
После паузы вернулся к тренерской работе в 2011 году, став главой тренерского штаба клуба «Локомотива». В течение следующих нескольких лет успел также поработать с загребским «Динамо», «Радник» (Сесвете) и словенским «Марибором», а также уже знакомый ему «Славен Белупо» и «Локомотива». В сезоне 2011/12 завоевал с «Динамо» чемпионский титул и Кубок.
В сентябре 2015 года было принято решение Хорватского футбольного союза назначить именно этого специалиста новым главным тренером национальной сборной Хорватии после увольнения с этой должности Нико Ковача. Ковач был освобожден после двух неудачных игр сборной в рамках группового этапа отбора к Евро-2016, в котором хорваты не смогли одержать победу над скромной сборной Азербайджана (0:0), а через несколько дней потерпели поражение от прямых конкурентов за выход в финальную часть турнира норвежцев (0:2). До завершения группового турнира оставалось два матча, которые сборная Хорватии под руководством нового тренера выиграла. Это, а также поражение сборной Норвегии от итальянцев, позволило хорватам пробиться на Евро-2016 напрямую со второго места в группе.

## Статистика тренера
| Ливия (до 23)    | 23 июня 2005     | 3 июля 2005      | 5   | 1   | 2  | 2  | 020,00 |
| Интер (Запрешич) | 28 октября 2006  | 18 августа 2007  | 5   | 0   | 1  | 4  | 000,00 |
| Локомотива       | 31 октября 2011  | 23 декабря 2011  | 4   | 3   | 1  | 0  | 075,00 |
| Динамо (Загреб)  | 23 декабря 2011  | 26 ноября 2012   | 54  | 32  | 12 | 10 | 059,26 |
| Радник (Сесвете) | 14 апреля 2013   | 5 июня 2013      | 7   | 3   | 1  | 3  | 042,86 |
| Марибор          | 5 июня 2013      | 29 сентября 2013 | 22  | 10  | 6  | 6  | 045,45 |
| Славен Белупо    | 4 ноября 2014    | 3 июня 2015      | 22  | 9   | 6  | 7  | 040,91 |
| Локомотива       | 3 июня 2015      | 21 сентября 2015 | 15  | 6   | 3  | 6  | 040,00 |
| Хорватия         | 21 сентября 2015 | 7 октября 2017   | 25  | 15  | 6  | 4  | 060,00 |
| Пирамидз         | 26 декабря 2019  | 1 ноября 2020    | 36  | 23  | 5  | 8  | 063,89 |
| Динамо           | 21 апреля 2022   | 5 апреля 2023    | 50  | 30  | 10 | 10 | 060,00 |
| Итог             | Итог             | Итог             | 245 | 132 | 53 | 60 | 053,88 |

## Достижения

### Как тренер

#### «Задар»
- Чемпион Третьей лиги Югославии: 1990/91

- Чемпион Второй лиги Хорватии: 1992/93

#### «Интер» (Запрешич)
- Чемпион Второй лиги Хорватии: 2002/03

#### «Динамо» (Загреб)
- Чемпион Хорватии: 2011/12, 2021/22
- Обладатель Кубка Хорватии: 2011/12
- Обладатель Супекубка Хорватии: 2022

#### «Марибор»
- Обладатель Суперкубка Словении: 2013

#### Ливия (до 23)
- Бронзовый призёр Средиземноморских игр: 2005